# Readings
Readings – Neues aus dem Giftschrank (Readings, engl. für Lesungen) war eine Lesereihe mit prominenten Schauspielern, in der von 1999 bis 2004 bis dahin unverfilmte Drehbücher vornehmlich junger, noch unbekannter Autoren in szenischen Lesungen dargeboten wurden.
Die in Art von Tourneen organisierten Veranstaltungen fanden an Theatern und anderen Aufführungsorten in den Metropolen Hamburg, Köln, Berlin und München statt.

## Konzept
Die von der Kölner Firma „Barbarella Entertainment“ im Jahr 1999 ins Leben gerufene Reihe wollte unverfilmte Drehbücher der Öffentlichkeit vorstellen. Zu diesem Zweck lasen vornehmlich bekannte Darsteller, darunter Götz Otto, Dorkas Kiefer und Renan Demirkan. Regelmäßige Auftritte bei den Readings hatten auch die Schauspieler Dirk Bach, Esther Schweins, Marco Rima, Christian Brückner, Axel Milberg, Wilhelm Wieben, Leslie Malton, Herbert Feuerstein, Max Tidof und Peter Lohmeyer. Readings verstand sich selbst als „Stoff-Börse, bei der Produzenten, Redakteure, Agenturen und Dramaturgen ihre noch nicht produzierten Lieblingsdrehbücher zur Verfügung stellen“. Der Untertitel „Neues aus dem Giftschrank“ deutet darauf hin, dass ein Schwerpunkt auf Stoffen liegt, für die üblicherweise schwer Geldgeber zu finden sind. Die Veranstalter geben an, dass rund ein Viertel aller bei Readings präsentierten Drehbücher zumindest optioniert worden seien.

## Amerikanisches Vorbild
Als Vorbild für die deutschen Readings dienten die Drehbuchlesungen im New Yorker Nuyorican Poets Cafe, die dort unter dem Titel „The Fifth Night“ von 1994 bis 2002 stattfanden. Zu den Drehbüchern, die dort vorgestellt und später realisiert wurden, gehören „Girlfight“, „If Lucy Fell“ und „Trees Lounge“. Die Zeitschrift epd Film berichtete Anfang 1999 erstmals über die Reihe und lieferte damit den Anstoß für das deutsche Pendant: „'Warum nicht auch hier', dachte sich Heike-Melba Fendel von der Agentur Barbarella, die darüber in einer Fachzeitschrift gelesen hatte.“

## Vorgestellte Werke (Auswahl)
Das 1999 unter dem Arbeitstitel Jonathan 2001 in Köln gelesene Drehbuch von Thorsten Wettcke erschien 2001 unter dem Titel Ein göttlicher Job mit Oliver Korittke und Heike Makatsch in den deutschen Kinos. Bei der Vorstellung bei den Readings lasen u. a. Martin Armknecht, Niki Greb und Ralf Richter.
Das Drehbuch Die Frau, die an Dr. Fabian zweifelte von Andi Rogenhagen fand 2002 unter demselben Titel den Weg ins Kino und erhielt später sogar eine Nominierung beim Max Ophüls Preis. Ebenfalls in Köln 1999 vor Publikum gelesen von Martin Armknecht, Herbert Feuerstein und weiteren.
Das als Drehbuch für einen Episodenfilm angelegte Buch Die Schmerzen der Krieger von Oliver Pautsch wurde teilweise verfilmt: Der Kurzfilm Auf der Couch, der 2001 mit dem Friedrich-Wilhelm-Murnau-Preis ausgezeichnet wurde, ist eine Verfilmung der zweiten Episode des Scripts. Mit dem Filmdarsteller Peter Lohmeyer spielt einer der Vorleser der Hauptcharaktere des Drehbuches auch die Hauptrolle im Film.
Die Schriftsteller Feridun Zaimoglu und Günter Senkel stellten bei den Readings ein Drehbuch mit dem Titel Brandmal (1998) vor. Dieses war von Ereignissen um den Lübecker Brandanschlag inspiriert. Dieses Drehbuch wurde zwar nicht verfilmt, gehört aber zu den drei Arbeiten, die 1998 mit dem Drehbuchpreis der Medienstiftung Schleswig-Holstein, einem Vorläufer des Schleswig-Holstein Filmpreises und des Norddeutschen Filmpreises, ausgezeichnet wurden. Es las unter anderen Götz Otto.
Auch der Schriftsteller Michael Lentz stellte bei den Readings zwei unverfilmte (und bis heute ungedruckte) Ausflüge ins Drehbuchfach vor: Fette Beute und Dreizehn.
Weitere Autoren, von denen zwar nicht immer die gelesenen, aber spätere Werke verfilmt wurden, machten zum Teil erstmals als Drehbuchautoren auf sich aufmerksam. Zu ihnen gehörten Susanne Beck, Natja Brunckhorst, Nils Brunkhorst, Renan Demirkan, Mathias Dinter, Michael Ehnert, Stefan Keller, Thomas Knauf, Adnan G. Köse, Chris Kraus, Peter Märthesheimer, Horst Günter Marx, Philipp Moog, Marc Ottiker, Andreas Potulski, Martin Rauhaus, Frank Röth und Gert Schaefer.
Wie die jungen nutzten auch einige etablierte Autoren wie Fred Breinersdorfer, Uwe Janson, Christoph Fromm, Herbert Reinecker, Margarethe von Trotta oder Hanns Zischler die Drehbuchlesung, um ihre Stoffe vorzutragen.

## Kritiken
Der film-dienst nannte die Readings „eine in Deutschland bislang einzigartige Veranstaltungsreihe.“ Für die Autoren seien die Lesungen Gold wert gewesen. „Die Chance, einen vielleicht tollen Film in seiner literarischen Vorform kennenzulernen“ stellte die Institution epd-Film in den Vordergrund ihrer Veranstaltungskritik. „Als wertvolle Entscheidungshilfe an der Schnittstelle von Papierstadium und einer möglichen Verfilmung“ bezeichnete die Süddeutsche Zeitung die Reihe: Bildschirmgrößen, die von der einzigartigen Live-Atmosphäre gehört hätten, seien von allein vorbeigekommen, um mitzumachen.